# Самолечење
Самолечење је облик људско понашање у коме појединац користи супстанцу или било који егзогени утицај по сосптвеном нахођењу  или по савету друге особе, без консултације са лекаром, да би на себи спровео лечење физичких или психичких стања (нпр главобоље или умора). Овај патерналистички приступ медицини, подржан здравственим системима дизајнираним да лече болест (а не да спрече болест) и данас је познат аспект здравствене заштите у многим земљама света.
Самолечење се често посматра као стицање личне независности од етаблиране медицине, и може се посматрати као људско право, имплицитно или блиско повезано са правом на одбијање професионалног лечења, при чему се занемарује чињеница да самолечење може изазвати ненамерно самоповређивање. Један од очигледних примера  је самолечење антибиотицима које је постало глобални феномен и потенцијални допринос отпорности људских патогена на антибиотике. Негативне последице такве праксе увек треба нагласити заједници и предузети кораке за њено сузбијање. Огромна ирационална употреба антимикробних средстава без медицинског упутства може довести до веће вероватноће неодговарајуће, нетачне или непотребне терапије, промашене дијагнозе, одлагања одговарајућег лечења, отпорности на патогене и повећаног морбидитета.

## Дефниција СЗО
Самолечење као јадна од компоненти самопомоћи према дефиницији СЗО је:
Употреба медицинских производа од стране потрошача за лечење самодијагностикованих поремећаја или симптома, или повремена или континуирана употребу лекова које је прописао лекар за хроничне или понављајуће болести или симптоме.

## Опште информације
Самолечење је важна компонента здравственог система и његова пракса је у свету широко распрострањена. Континуирано повећање самолечења широм света изазвано је економским, политичким и културним факторима и ова пракса постаје велики проблем јавног здравља многих земаља.  Међутим, постоји разлика у распрострањености праксе самолечења међу земљама у развоју и развијеним земљама у односу на варијације у културним и социоекономским факторима, разлике у системима здравствене заштите као што су правила о надокнади, приступ здравственој заштити и политика издавања лекова. У економски депривираним земљама, већина случајева болести се лечи самолечењем, што изазива велику забринутост јавности и стручњака у вези са нерационалном употребом лекова.
Супстанце које се најчешће користе у самолечењу су лекови  и бројни дијететски суплементи који се налазе у слободној продаји а издају се без лекарског рецепта и у неким земљама, доступни су у супермаркетима и другим продавницама.
Породице, пријатељи, комшије, фармацеут, претходно преписани лек или сугестије из огласа у новинама или популарним часописима су уобичајени извори самолекова. У данашње време, самолечење треба посматрати као „жељу и способност људи/пацијената да играју интелигентну, независну и информисану улогу, не само у смислу доношења одлука, већ и у управљању тим превентивним, дијагностичким и терапијске активности које их се тичу.
Област психологије која окружује употребу психоактивних дрога је често специфично везана за употребу рекреативних дрога, алкохола, хране и других облика понашања за ублажавање симптома менталног стреса, физичког стреса и анксиозности, укључујући менталне болести или психолошке трауме.
Самолечење може изазвати озбиљна оштећења физичког и менталног здрављу ако је мотивисан механизмима зависности. Такође поједини произвођачи су склони да  продају производе као корисне за самолечење на основу сумњивих и научно непроверених доказа. Тако је на пример трдње да никотин има медицинску вредност коришћена за већу продају цигарета као лековитог средства. Ове тврдње су критиковане као нетачне од стране независних истраживача. Непроверене и нерегулисане здравствене тврдње трећих страна такође се користе и за продају бројних дијететских суплемената.

## Епидемиологија
Спроведене су бројне студије у различитим земљама које су истраживале праксу самолечења међу различитим групама становништва. 
Тегобе
Према резултатима ових претходних студија, најчешће здравствене тегобе због којих се прибегавало самолечењу биле су:
- главобоља,
- грозница, [17]
- нелагодност у стомаку,
- бол у грлу,
- грчеви,
- болести као што су респираторне инфекције, маларија, пнеумонија, инфекције ока, инфекције уринарног тракта, прехладе и гастроинтестинални поремећаји.[18]

Разлози
Као разлози за самолечење наведе се бројни разлози као што су:
- слаб интензитет болести,
- довољно фармаколошко знање,
- уштеда времена,
- избегавање дугог чекања код лекара,
- сугестије пријатеља,
- јефтина пракса,
- претходно искуство.[19]

Социо-демографске карактеристике као што су старост, пол, ниво образовања и месечни приход  биле су значајно повезане са праксом самолечења.
Најчешће коришћени лекови
Најчешће коришћене групе лекова у сврху самолечења биле су:
- аналгетици 64,6%,
- антипиретици 40,7%
- антибактеријски лекови 25,4%.
- офталмолошки лекови,
- лаксативи,

- антациди,
- антималаријски, антихелминтиазни лекови,
- антитусици,
- антихистаминици,
- таблете и сирупи за прехладу,
- витамини и нутритивни додаци.[20]

## Етиолошки фактори
На употребу самолечења утиче неколико фактора као што су:
- лични сзтавоови,
- организациони и фактори окружења

- медији, интернет и учестала реклама произвођача лекова,

- неадекватности у системима пружања здравствене заштите, посебно у земљама са ниским приходима, као што су неприступачност, нерегулисана дистрибуција лекова, неједнака дистрибуција, недостатак здравствених радника, високи трошкови

- ставови пацијената према здравственим радницима

## Последице
Иако различити фактори доприносе, самолечењу нерационална употребу лекова може довести до:
- нежељених реакција на лекове,

- развоја резистенције,

- појаве зависности од лекова,

- расипања новца,

- продужене патње и зависности од лека.

У погледу антимикробног самолечења, уобичајени проблеми су:
- неадекватна доза,

- кратко трајање лечења,

- прекид лечења након побољшања симптома болести,

- неуспешна терапија,

Стога је правилна здравствена комуникација неизбежна како би се проблеми употребе лекова, укључујући антимикробне лекове, свели на минимум.

## Превенција
Социо-бихејвиорални аспект употребе лекова је веома захтевна област у савременом здравственом систему. Земље у развоју су богате својом културом и традиционалним веровањима и ова културна веровања делују као баријере за усвајање модерне здравствене заштите. Ефикасно управљање већином постојећих здравствених проблема захтева колективну интервенцију из области социо-бихејвиоралног и медицинског порекла. Упркос важности интеграције друштвених и бихејвиоралних наука и здравственог образовање, овај концепт не добија своје право место. Стога је императив прилагодити курсеве који се односе на социо-бихејвиорални аспект употребе лекова у фармацији и друге наставне планове и програме здравственог образовања на основу приоритета конкретног региона. Фармацеути и други здравствени радници требало би да обрате пажњу и да поштују социо-бихејвиорални аспект пацијената како би промовисали безбедну и ефикасну употребу лекова.
Самолечење треба практиковати само за лакше болести, али не и за:
- Хронична здравствена стања као што су астма или висок крвни притисак. Такви пацијенти треба да имају редовне контроле код свог лекара како би били сигурни да је њихово стање под контролом. Ови лекови такође могу изазвати озбиљне нежељене ефекте ако се доза пажљиво не прилагођава.

- Бактеријске инфекције. Потребна је консултација са лекаром како би се осигурало да је изабран одговарајући лек, онај који је ефикасан и неће нанети штету.

- Неке популације нпр. одојчад, деца, старије особе могу бити осетљивије на нежељене ефекте или могу захтевати посебне дозе лекова.

Како би сеспречила неђељене последице самолечења лекови се генерално могу поделити у две одвојене категорије: 
- лекови  који се издају на рецепт

- лекови који се издају без рецепта.

Ова класификација се може разликовати од земље до земље. Националне власти морају да обезбеде да су лекови, категорисани као лекови без рецепта, довољно безбедни и да не буду штетни по здравље.
Имајући у виду напред наведено и владе и индустрија треба да организују и појачају фармаковигиланцу за самолечење како би контролисали ризике повезане са самолечењем.